# Whoa
Whoa è un brano musicale scritto ed interpretato dalla rapper Lil' Kim, pubblicato nel febbraio 2006 dall'etichetta discografica Atlantic Records come secondo singolo estratto dall'album The Naked Truth, uscito nei negozi il 27 settembre dell'anno precedente.
Il singolo, prodotto da J.R. Rotem, è arrivato in breve tempo in cima alle classifiche R&B/hip hop.